# Yavis
Yavis는 미국의 속어로, 젊고 매력적이며 지적인 언어를 구사하여 성공한 사람을 말한다. 영어로 'young', 'attractive', 'verbal', 'intelligent', 'successful'의 앞글자를 따왔다.